# Тунганистан
Тунганиста́н, также Дунганиста́н (кит. 東干斯坦, дунг. Хуэситан) — с 1934 по 1937 год, одновременно с Гражданской войной в Китае, независимо управляемый регион в южной части Синьцзяна. Название «Тунганистан» придумал австрийский монголист Вальтер Хейссиг. На территорию входили оазисы южной части Таримской впадины, а центром региона был Хотан. Тунганистан был окружен с трех сторон войсками, лояльными губернатору Синьцзяна Шэн Шицаю, а с юга — Тибетским нагорьем.

## История
В 1934 году (после распада Первой Восточно-Туркестанской республики) мусульманский дунганский военачальник Ма Чжунъин исчез на советской территории. Его преемником стал Ма Хушан, бежавший из Кашгара в Хотан. Ма Хушань регулярно получал телеграммы якобы от своего зятя из СССР, обещавшие лидеру Тунганистана, что Ма Чжунъин скоро вернется.
Ма Хушань установив военную диктатуру правил регионом с 1934 по 1937 год, подданные называли его «королем». В Тунганистане налоги были высокими, чтобы обеспечить нужды 36-й дивизии Китайской национальной революционной армии. Фермеров и купцов эксплуатировали в интересах военных гарнизонов. Принудительный призыв был обычным явлением.
В 1935 году войска Тунганистана подавили Чарклыкское восстание в районе современного уезда Жоцян.
Кроме того, к 1935 году инфляция вышла из-под контроля, тоскующие по дому дунганские войска дезертировали, а уйгуры часто дрались с дунганскими солдатами на улицах Хотана.
В 1937 году советские войска вторглись в Тунганистан и включили его в состав режима Шэн Шицая. Ма Хушань, который поддерживал переписку с Чан Кайши, ожидал какой-то помощи от националистического правительства в Нанкине, но не получил ничего.